# Buitinga kanzuiri
Buitinga kanzuiri är en spindelart som beskrevs av Huber 2003. Buitinga kanzuiri ingår i släktet Buitinga och familjen dallerspindlar.
Artens utbredningsområde är Kongo. Inga underarter finns listade.